# Communauté d’agglomération du Pays de Martigues
Die  Communauté d’agglomération du Pays de Martigues (CAPM) ist ein ehemaliger französischer Gemeindeverband mit der Rechtsform einer Communauté d’agglomération im Département Bouches-du-Rhône in der Region Provence-Alpes-Côte d’Azur. Sie wurde am 29. Dezember 2000 gegründet und umfasste drei Gemeinden. Der Verwaltungssitz befand sich im Ort Martigues.

## Geschichte
Der Gemeindeverband wurde ursprünglich unter dem Namen Communauté d’agglomération Ouest de l’Étang de Berre (CAOEB) gegründet. Die Umbenennung erfolgte am 11. Dezember 2008.
Mit Wirkung vom 1. Januar 2016 wurde der Gemeindeverband in die neu gegründete Métropole d’Aix-Marseille-Provence integriert.

## Mitgliedsgemeinden
1. Martigues (Verwaltungssitz)
2. Port-de-Bouc
3. Saint-Mitre-les-Remparts